# Cândido Bento Maria Penso

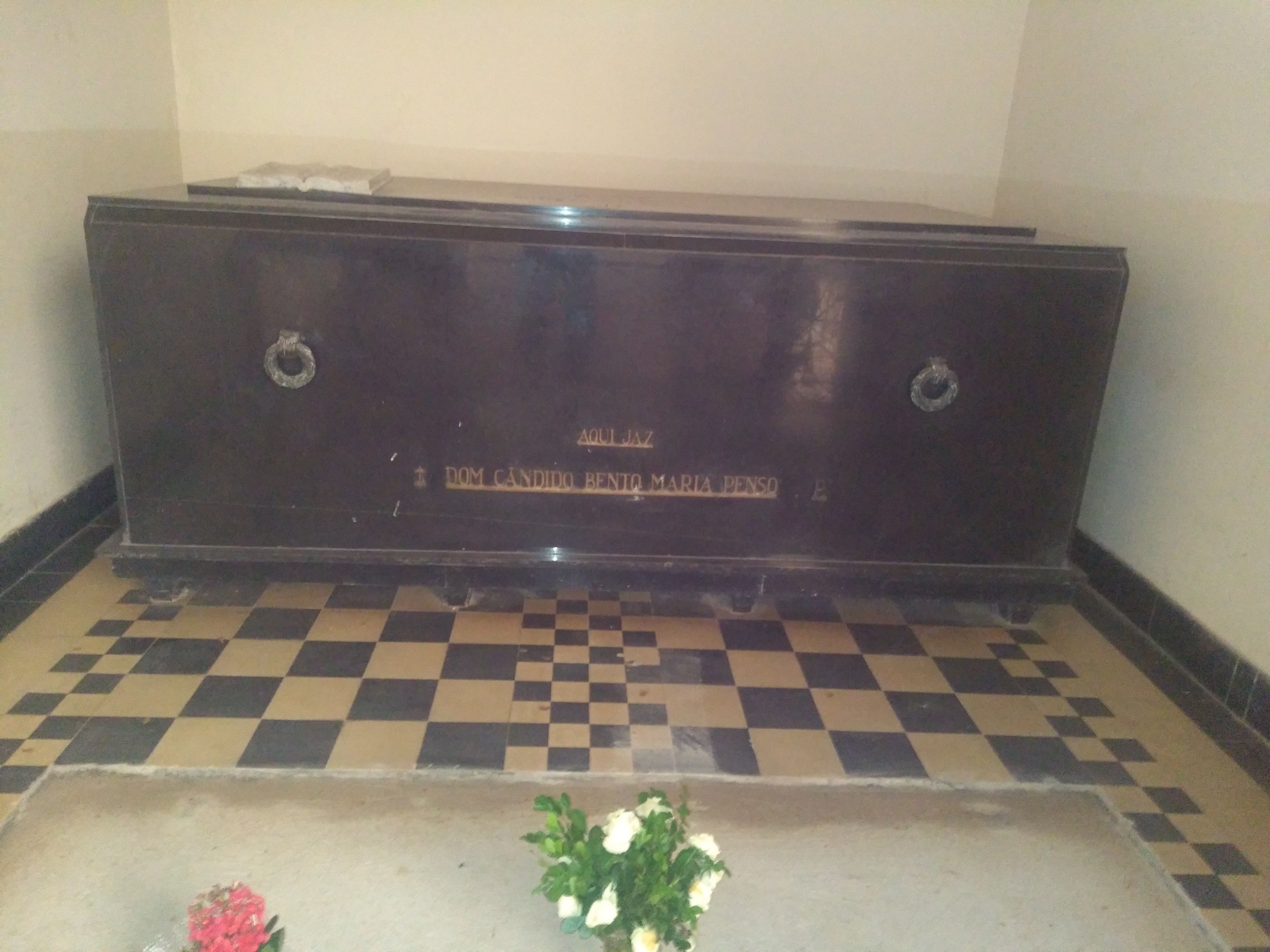
Grab von Cândido Bento Maria Penso

Cândido Bento Maria Penso OP (* 15. Mai 1895 in Bellinzona; † 27. November 1959 in Goiás) war ein Schweizer Ordensgeistlicher und römisch-katholischer Bischof von Goiás.

## Leben
Cândido Bento Maria Penso trat der Ordensgemeinschaft der Dominikaner bei und empfing am 30. Juli 1922 das Sakrament der Priesterweihe.
Am 19. Juli 1947 ernannte ihn Papst Pius XII. zum Titularbischof von Coela und zum Prälaten von Bananal. Der Erzbischof von Bologna, Giovanni Kardinal Nasalli Rocca di Corneliano, spendete ihm am 4. Januar 1948 die Bischofsweihe; Mitkonsekratoren waren der Bischof von Alessandria, Giuseppe Pietro Gagnor OP, und der Weihbischof in Bologna, Danio Bolognini.
Papst Pius XII. bestellte ihn am 17. Januar 1957 zum Bischof von Goiás.